# Fabio de Masapelid
Fabio de Masapelid, también conocido como Bingag, es un barrio del municipio filipino  de Taganaán situado en la isla de Masapelid, adyacente a la de Mindanao en su extremo nordeste. Forma parte de  la provincia de Surigao del Norte  en la Región Administrativa de Caraga, también denominada Región XIII. Para las elecciones está encuadrado en el Segundo Distrito Electoral.

## Geografía
Barrio situado en el extremo noroeste de la isla, situado  15 km al sureste  de la ciudad de  Surigao; al sur de la isla de Bilabid; al este de la bahía de Cagutsán en el canal de Gutuán, frente a la isla de Talavera.
Al sur de la isla de Bilabid, su término linda, por tierra,  al este con los barrios de Caguilán y de Patiño.
Al noroeste el canal de Masapelid separa esta barrio  de las islas de Condona, Maanoc y  Tinago, sirviendo de acceso por mar a la Población de Taganaán.
La isla menor de las Tinago (Small Tinago Island), pertenece a este barrio.

### Demografía
El año 2010 este barrio rural contaba con una población de 305 habitantes.
En 1990 330 personas ocupaban 70 viviendas.

## Gobierno local
Su alcalde es (2010-2013) Alberto B. Casundo y su vicealcalde James Bert P. Casundo.